# Tanja Žigon
Tanja Žigon, slovenska zgodovinarka, germanistka in prevodoslovka, * februar 1974, Ljubljana.
Na Filozofski fakulteti ljubljanske univerze je študirala germanistiko in zgodovino, leta 1998 diplomirala iz nemškega jezika in zgodovine, leta 2003 magistrirala iz novejše nemške književnosti in leta 2008 doktorirala iz literarnih ved. Študijsko se je izpopolnjevala in raziskovala  v sklopu različnih projektov v Zagrebu, Vidmu, na Dunaju, v Salzburgu in Münchnu. Že v času študija je objavljala v različnih poljudnoznanstvenih revijah, obenem pa izdala tudi tri samostojne publikacije. Področja njenega raziskovalnega dela so nemško časnikarstvo na Slovenskem, predvsem na Kranjskem, slovenska kulturna zgodovina, nemška literarna ustvarjalnost na Slovenskem, nemško gledališče v Ljubljani, medkulturnost, multikulturnost in prevodoslovje. Je redna profesorica za prevodoslovje na ljubljanski Filozofski fakulteti in vodja raziskovalnega programa Medkulturne literarnovedne študije, v  letih od 2013 do 2015 pa je bila tudi slovenska koordinatorica evropskega projekta za promocijo književnega prevajanja TranStar Evropa. Prevaja družboslovna in humanistična besedila iz nemščine v slovenščino in obratno ter je avtorica številnih znanstvenih člankov in dveh monografij s področja nemško-slovenskih kulturnih in literarnih odnosov (http://tanjazigon.splet.arnes.si).

## Dela
- Grad Haasberg in knezi Windischgraetz. Logatec, 1992. (COBISS)
- Planinska gora, Logatec, 1995.
- Planinsko polje, Ljubljana, 1997.
- Nemško časopisje na Slovenskem, Ljubljana, 2001. (COBISS)
- Nemški časnik za slovenske interese - Triglav (1865-1870), Ljubljana, 2004. ISBN 961-90803-9-4
- Zgodovinski spomin Kranjske. Življenje in delo Petra Pavla pl. Radicsa (1836-1912), Ljubljana, 2009. ISBN 978-961-6777-03-2
- Uvod v mednarodne organizacije. (Skupaj z Boštjanom Udovičem). Ljubljana 2013.
- Stiki in sovplivanja med središčem in obrobjem: Medkulturne in literarnovedne študije. Ur. MIra Miladinović Zalaznik in Tanja Žigon. Ljubljana 2014.
- Pet poti do prevoda. Ur. Amalija Maček, Tina Štrancar in Tanja Žigon. Ljubljana 2015.
- Center in periferija. Razmerja moči v svetu prevajanja (skupaj z Marijo Zlatnar Moe in Tamaro Mikolič Južnič). Ljubljana, 2015.
- Vloga in pomen prevajanja učbenikov v 19. stoletju. Kulturnozgodovinski in jezikovni vidiki.(skupaj s Karin Almasy in Andrejem Lovšinom). Ljubljana 2017.
- Center and periphery: power relations in the world of translation (skupaj z Marijo Zlatnar Moe in Tamaro Mikolič Južnič). Ljubljana, 2019.
- Številni znanstveni članki doma in v tujini, gl. SICRIS[mrtva povezava].